# Cethosia
Cethosia es un género de lepidópteros de la familia Nymphalidae. Es originario del Sudeste de Asia y llega hasta  Australia.

## Especies
En orden alfabético.
- Cethosia biblis (Drury, [1773])
- Cethosia cyane (Drury, 1773) –
- Cethosia cydippe (Linnaeus, 1767) –
- Cethosia hypsea Doubleday, [1847]
  - Cethosia hypsea hypsina (C. & R. Felder, 1867) –
- Cethosia lamarcki Godart, 1819
- Cethosia luzonica C. & R. Felder, 1863
- Cethosia myrina C. & R. Felder, 1867
- Cethosia nietneri C. & R. Felder, 1867 –
- Cethosia obscura Guérin-Méneville, [1830]
- Cethosia penthesilea (Cramer, [1777])
  - C. p. methypsea (Butler, 1879)
  - C. p. paksha (Fruhstorfer, 1905)
- Cethosia tambora (Doherty, 1891)

### Incertae sedis
- Cethosia moesta C. & R. Felder, [1867]
- Cethosia lechenaulti Godart, [1824]
- Cethosia gabinia Weymer, 1883
- Cethosia vasilia Müller, 1999